# Futbol akademicki
Futbol akademicki, futbol uniwersytecki, futbol uczelniany (ang. college football) – rodzaj futbolu amerykańskiego rozgrywanego przez drużyny amerykańskich uniwersytetów, college'ów i akademii wojskowych, bardzo popularny wśród studentów i absolwentów tych uczelni. Nowoczesny futbol zdobył swoją popularność właśnie dzięki rozgrywkom uczelnianym, organizowanym przez National Collegiate Athletic Association (NCAA), mniejsze National Association of Intercollegiate Athletics (NAIA) i National Junior College Athletic Association (NJCAA) oraz meksykanską Organización Nacional Estudiantil de Futbol Americano (ONEFA).
Ogólna frekwencja w sezonie 2013 w NCAA Division I Football Bowl Subdivision wyniosła 38 135 118 widzów. Jest to drugie miejsce pod względem liczby widzów na stadionach w ligowych rozgrywkach na świecie, po zawodowej lidze baseballowej MLB.

## Kalendarz rozgrywek w sezonie NCAA

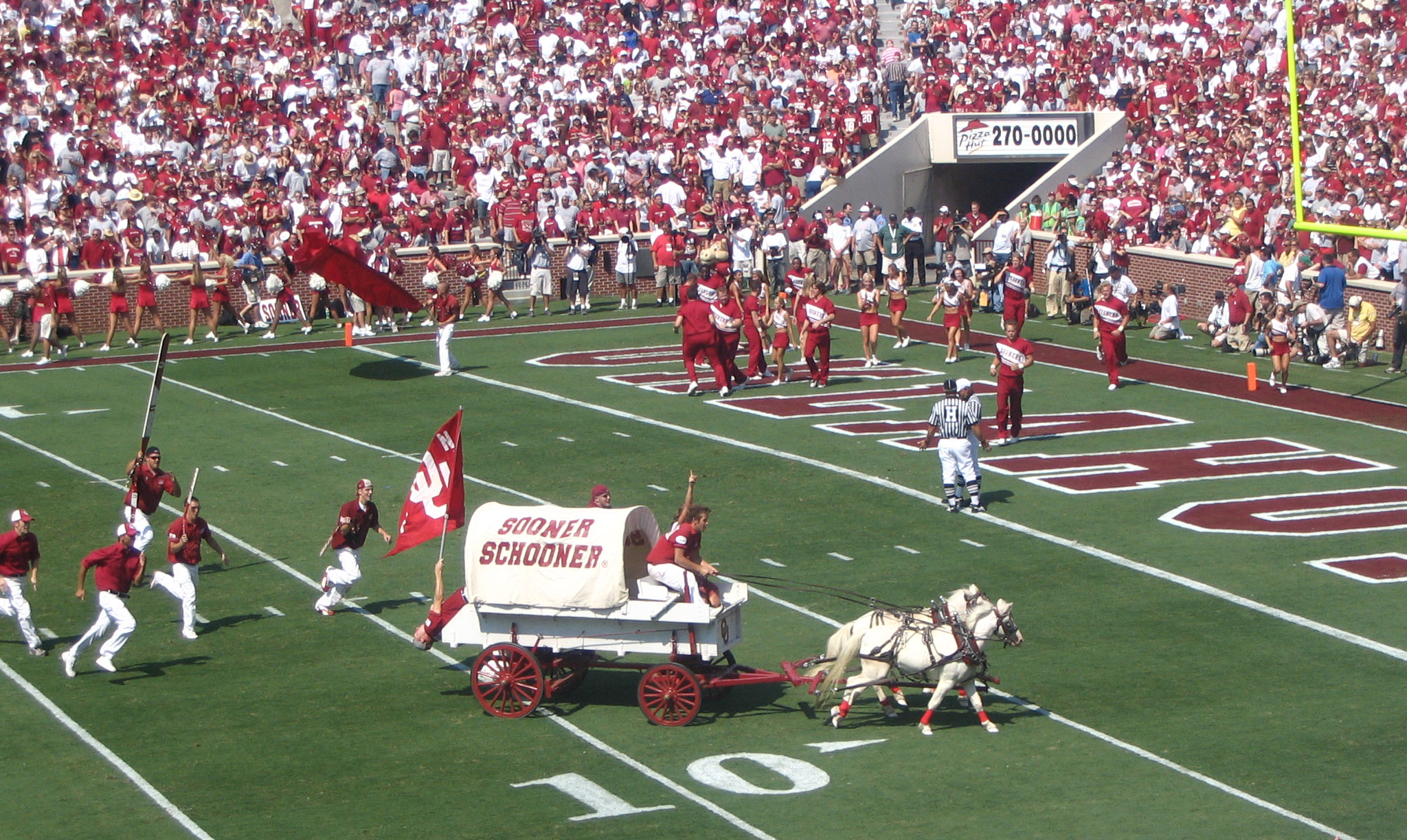
Rozgrywki cieszą się dużą popularnością

Rozgrywki futbolu akademickiego zaczynają się zazwyczaj ok. 2-3 tygodnie przed sezonem zasadniczym ligi NFL, czyli w drugiej połowie sierpnia. W sezonie zasadniczym drużyny podzielone są na kilkanaście konferencji, po 10-12 drużyn każda. Zazwyczaj trzy lub cztery pierwsze mecze sezonu rozgrywane są z przeciwnikami spoza konferencji, po czym rozpoczynają się rozgrywki ligowe wewnątrz konferencji, przeciętnie ok. 8 spotkań. Większość konferencji kończy sezon zasadniczy meczem o mistrzostwo pomiędzy czołowymi drużynami.
Faza posezonowa przebiega jak w NFL w formacie play-off, do College Football Playoff kwalifikują się cztery zespoły, które po zakończeniu sezonu regularnego zostają wybierane przez komitet składający się z 13 osób, na podstawie rankingu.

## Przepisy
Ogólne zasady futbolu akademickiego są bardzo podobne to zasad obowiązujących w profesjonalnej lidze NFL. Najważniejsze różnice między przepisami futbolu akademickiego a NFL są następujące:
- Zasady dogrywki są zupełnie inne niż w lidze NFL; między innymi nie obowiązuje zasada „złotego gola”.
- Aby podanie do przodu było udane, zawodnik musi dotknąć pola przynajmniej jedną nogą w czasie lub po złapaniu piłki. W lidze NFL wymagane jest dotknięcie boiska obiema stopami.
- Akcja uznana jest za zakończoną, jeżeli zawodnik z piłką dotknie boiska jakąkolwiek częścią ciała poza stopami i dłońmi (na przykład kolanem lub łokciem) z jakiegokolwiek powodu (na przykład poślizgnięcie się). W lidze NFL, akcja jest zakończona jeżeli zawodnik z piłką dotknie boiska częścią ciała poza stopami i dłońmi tylko jeżeli ten kontakt był spowodowany przez zawodnika drużyny przeciwnej.
- Zegar akcji odmierza 25 sekund od momentu, gdy sędzia uznaje, że piłka jest gotowa do gry, podczas gdy w lidze NFL jest to 40 sekund od momentu zakończenia poprzedniej akcji.
- W futbolu akademickim nie obowiązuje zasada zatrzymania zegara meczu na dwie minuty przed zakończeniem połowy spotkania (tzw. two-minute warning).
- Próba podwyższenia dwupunktowego wykonywana jest z linii trzeciego yarda, podczas gdy w NFL z linii drugiego yarda.
- Po zdobyciu pierwszej próby zegar meczu jest zatrzymywany do momentu przygotowania piłki przez sędziego do kolejnej akcji.
- Zasady dotyczące rewizji decyzji sędziów na podstawie obrazu z kamer telewizyjnych także różnią się od zasad stosowanych w NFL.